# Chiesa battista di Westboro
La Chiesa battista di Westboro (in inglese: Westboro Baptist Church, abbreviata in WBC) è una Chiesa battista non-affiliata degli Stati Uniti, conosciuta per le sue ideologie estreme, specialmente quelle contro gli omosessuali. La chiesa è definita da svariate fonti un gruppo d'odio ed è monitorata dall'Anti-Defamation League e dal Southern Poverty Law Center. È stata guidata da Fred Phelps e si è formata principalmente attorno ai membri della sua vasta famiglia; nel 2011, la Chiesa ha dichiarato di avere circa 40 membri. La chiesa è situata nel quartiere residenziale, lato ovest, della città di Topeka, circa 5 km ovest da Kansas State Capitol. La sua prima funzione religiosa si tenne nel pomeriggio del 27 novembre 1955.
La Chiesa è stata coinvolta in attività contro la comunità omosessuale almeno dal 1991, quando si cercava di reprimere delle attività omosessuali al Gage Park, sei isolati a nord-ovest dalla chiesa. Oltre a condurre proteste anti-gay ai funerali militari, l'organizzazione picchetta i funerali delle celebrità e gli eventi pubblici, al fine di ricevere un'attenzione dai mass media. Le proteste si sono tenute anche contro gli ebrei.
La Chiesa battista di Westboro non è affiliata con nessuna denominazione battista, incluse le due più larghe denominazioni, l'Alleanza mondiale battista e la Convenzione battista del Sud: entrambe hanno condannato la Chiesa battista di Westboro nel corso degli anni. La Chiesa si autodescrive come seguace dei principi del Battismo Primitivo e del Calvinismo.

## Storia
La chiesa battista di Westboro è nata come ramo della East Side Baptist Church di Topeka, fondata nel 1931. Nel 1954, la East Side assunse Phelps come pastore associato, e successivamente lo promosse come pastore della loro nuova chiesa, la battista di Westboro, che aprì nel 1956. Subito dopo la fondazione della Westboro, Phelps ruppe tutti i legami con la East Side Baptist.

## Le attività di protesta
Phelps e la sua famiglia fanno picchettaggio approssimativamente in sei luoghi ogni giorno, di cui molti in Topeka e alcuni eventi più lontani. La domenica, possono essere picchettate fino a 15 chiese. Per conto proprio, WBC ha picchettato in 50 stati degli USA.
Il gruppo svolge picchettaggio ogni giorno nella città di Topeka e viaggia a livello nazionale per picchettare ai funerali delle vittime omosessuali, morte per omicidio, per violenze sui gay o persone morte a causa di complicazioni relative all'AIDS; altri eventi correlati o marginalmente correlati all'omosessualità; alle partite del football americano della squadra Kansas City Chiefs; e ai concerti pop live. A marzo del 2009, la chiesa sostiene di aver partecipato ad oltre 41.000 proteste in oltre 650 città dal 1991. Un seguace della Westboro ha stimato che la chiesa spende $250,000 ad anno per il picchettaggio.
I picchetti hanno portato a diverse cause legali. Nel 1995, il nipote più anziano di Phelps, Benjamin Phelps, venne condannato per aggressione e condotta disordinata dopo aver sputato sul volto di un passante nel corso di un picchettaggio. Negli anni del 1990 la chiesa vinse una serie di cause legali contro la città di Topeka e la contea di Shawnee per gli sforzi adottate per prevenire o ostacolare il picchettaggio da parte della WBC, e si è aggiudicata approssimativamente $200,000 in attorney's fee e costi associati con il contenzioso.
Nel 2004, Margie Phelps e suo figlio Jacob vennero arrestati per violazione di domicilio, condotta disordinata e per non aver obbedito dopo ignorando l'ordine di un ufficiale di polizia, durante un tentativo di protesta. In risposta ai picchetti ai funerali, Kansas ha approvato una legge che vieta il picchettaggio a tali eventi. Nell'autunno del 2007, il padre di un marine il cui funerale venne picchettato dalla WBC ha ricevuto $5 milioni per danni. Il risarcimento venne successivamente ribaltato in appello dalla United States Court of Appeals for the Fourth Circuit in una decisione poi confermata dalla Corte suprema degli Stati Uniti d'America in Snyder v. Phelps. Nel giugno del 2007 Shirley Phelps-Roper venne arrestata in Nebraska e accusata di contribuire alla delinquenza di un minore. L'arresto risultò per il suo permesso verso il figlio di 8 anni di calpestare la bandiera americana durante una manifestazione, ciò è illegale nello Stato del Nebraska. La difesa sostiene che il bambino era protetto dalla libertà di espressione, e che la legge dello Stato è incostituzionale. L'accusa ha sostenuto, invece, che la manifestazione non era intesa come discorso politico, ma come un incitamento alla violenza, e che la condotta di Phelps-Roper potrebbe anche costituire abuso minorile. In seguito, i procuratori hanno ritirato la denuncia contro Phelps-Roper.
In due occasioni, la chiesa ha accettato le offerte per del tempo in onda in radio in cambio di annullamento di una protesta annunciata.

### Picchettaggio anti-gay
Mentre venivano filmati dal documentary film-maker Louis Theroux, i membri della WBC picchettavano un negozio locale di elettrodomestici perché vendeva aspirapolveri svedesi, che la chiesa ha visto come un supporto alle persone gay a causa dell'azione legale svedese di Åke Green, un pastore critico sull'omosessualità.

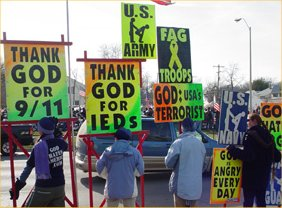
Picchettaggio a Topeka, con la firma del gruppo: picchetti color arcobaleno.

La chiesa ha organizzato picchetti, o minacciato di picchettaggio, per le produzioni di The Laramie Project, uno spettacolo teatrale basato sull'omicidio di Matthew Shepard, il cui funerale venne anche picchettato dalla WBC.
Il 25 gennaio 2004, Phelps picchettò cinque chiese (tre cattoliche e due episcopali) e la Federal Courthouse per quello che lui disse che fece la sua parte nella legittimazione del matrimonio fra persone dello stesso sesso nel Iowa. Una risposta dalla parte della comunità è stata quella di tenere delle contro-proteste e un servizio multireligioso nell'auditorium comunale.
Il 15 gennaio 2006, i membri della Westboro protestarono a un memoriale per le vittime del disastro minerario di Sago del 2006, sostenendo che l'incidente in miniera era la vendetta di Dio contro l'America per la sua tolleranza riguardo l'omosessualità.
Il 27 gennaio 2008, alcuni membri della chiesa protestarono fuori dallo Shrine Auditorium di Los Angeles, durante gli Screen Actors Guild Awards, con cartelli omofobici contro l'attore australiano Heath Ledger, deceduto pochi giorni prima a New York, per aver interpretato un cowboy bisessuale nel film Brokeback Mountain.

### Picchettaggio ai funerali
Nel 1998 il gruppo assorse a fama nazionale, quando venne menzionato dalla CNN per il picchettaggio al funerale di Matthew Shepard, un giovane ragazzo di Laramie (nel Wyoming) che venne picchiato a morte da due uomini a causa della sua omosessualità. Da allora, la chiesa ha attratto attenzioni per molti picchettaggi ai funerali pianificati ed effettivi.
Nel luglio 2005 la Westboro Baptist Church dichiarò le sue intenzioni di picchettare al funerale di Carrie French in Boise (nell'Idaho). La diciannovenne French venne uccisà il 5 giugno a Kirkuk, Iraq, dove serviva come specialista delle munizioni con il 145º Support Battalion del 116º Brigade Combat Team. Phelps Sr. disse, "Il nostro atteggiamento verso ciò che sta accadendo nella guerra è che il Signore sta punendo questa nazione del diavolo per l'abbandono di tutti gli imperativi morali, che ormai non valgono un centesimo."
Nel 2006 Westboro picchettò con striscioni recanti la scritta "Dio odia i froci" (in inglese: "God hates fags") e "Ringrazia Dio per i soldati morti" (in inglese: "Thank God for dead soldiers") a Westminster, Maryland, ai funerali di Matthew Snyder, un marine statunitense che venne ucciso anche lui in Iraq.
La Corte Suprema degli USA, pronunciandosi su una successiva causa intenta dal padre di Snyder, Albert Snyder, decise, con una maggioranza di 8 voti contro 1, che le azioni costituite dalla Westboro sono protette dalla libertà di espressione.
Il 2 febbraio 2008 il gruppo picchettò durante il funerale del presidente della Chiesa di Gesù Cristo dei santi degli ultimi giorni Gordon B. Hinckley a Salt Lake City, Utah, mostrando picchetti con frasi intente a criticarlo per essere stato un "profeta falso e bugiardo" (dall'inglese: "lying false prophet") e l'aver "guidato milioni di persone fuori strada" (dall'inglese: "leading millions of people astray"). L'organizzazione criticò anche Hinckley per essere stato accettato dalle persone gay, accusandolo di possedere un'opinione ambigua riguardo l'omosessualità e di non aver preso una posizione ferma contro di essa. In quest'occasione la polizia ha avuto difficoltà nel determinare se la manifestazione rispettava le linee guida di un discorso protetto dalla libertà di espressione.
Westboro ha picchettato i funerali dell'artista Michael Jackson, dopo la sua morte, il 25 giugno del 2009. I membri della Westboro hanno anche registrato una canzone intitolata Dio odia il mondo (in inglese: God Hates the World), un adattamento del singolo di beneficenza We Are the World di Michael Jackson.
Nel maggio 2010 membri della Westboro Church picchettarono i funerali del cantante heavy metal Ronnie James Dio, a Los Angeles, affermando di credere che il cantante adorasse Satana. La vedova di Dio ha esortato i partecipanti a ignorare la protesta, dicendo "Ronnie odia il pregiudizio e la violenza. Abbiamo bisogno di porgere l'altra guancia a queste persone che sanno solo odiare qualcuno che non conoscevano. Noi sappiamo solo amare qualcuno che conosciamo."
Nel gennaio 2011 Westboro annunciò che avrebbero picchettato il funerale di Christina Green, una bambina di 9 anni vittima della sparatoria di Tucson del 2011. In risposta, la legislatura dell'Arizona approvò una proposta di legge di emergenza che vietava le proteste entro i 99,44 metri (300 piedi) da una funzione funeraria, ed i residenti di Tucson crearono dei piani per schermare il funerale dai manifestanti. La chiesa cancellò i piani per tenere una protesta durante il memoriale all'Università dell'Arizona in cambio di un tempo in onda su una radio talk show. Secondo fonti ufficiali dell'università, tra 700 e 1200 studenti si sono radunati per contrastare quattro picchettatori della WBC che si sono presentati al campus per l'evento.
Jael Phelps spiegò a Louis Theroux, nella sua intervista per il documentario film America's Most Hated Family in Crisis, che lei e gli altri membri della WBC picchettarono al funerale di una moglie di un musulmano, semplicemente perché la settimana precedente l'uomo aveva assistito a una loro azione in cui bruciavano una copia del Corano in pubblico, rimproverandoli.
Il 5 ottobre 2011 la figlia di Fred Phelps, Margie, annunciò tramite il suo account Twitter che la chiesa avrebbe fatto picchettaggio al funerale del fondatore della Apple Inc.: Steve Jobs. La CBS News e il The Washington Post fecero notare l'ironia del fatto che Margie aveva usato un iPhone per scrivere il tweet.
Il 16 dicembre 2012 la chiesa annunciò che avrebbe fatto picchettaggio ai funerali delle vittime della massacro alla Sandy Hook Elementary School.
Il 6 aprile 2013 la chiesa annunciò che avrebbe fatto picchettaggio ai funerali di Roger Ebert, chiamandolo un "abilitatore di froci". In ogni modo, all'occorrenza del funerale di Ebert, come pianificato, l'8 aprile 2013, nessuno della chiesa venne visto tra i presenti, o per aver protestato.
Il 15 aprile 2013 la chiesa inviò un comunicato stampa tramite il suo account Twitter nel quale ringraziava Dio per le bombe dell'attentato alla maratona di Boston, e annunciò i suoi piani per il "picchettaggio ai funerali di questi uccisi". Ricordando che il governo federale sta classificando i bombardamenti come un attacco terroristico, ma essendo non chiaro il fatto che sia di "natura domestica o straniera", il rilascio del comunicato è andato sulla pretesa di rispondere alla domanda con: "Ecco un indizio - DIO HA MANDATO LE BOMBE! In quanti altri modi terrificanti volete che il SIGNORE ferisca e uccida i vostri connazionali perché voi sostenete lo sporco matrimonio tra froci che sta condannando la nazione?!" (in inglese: "Here's a hint — GOD SENT THE BOMBS! How many more terrifying ways will you have the LORD injure and kill your fellow countrymen because you insist on nation-dooming filthy fag marriage?!"). Dal mattino presto del giorno seguente, quasi 4 000 persone hanno firmato una petizione We the People sul sito della Casa Bianca chiedendo per la messa a bando di tali manifestazioni da parte della chiesa ai funerali delle vittime. In aggiunta, un post, nello stesso giorno, su un account Twitter, affiliato con il gruppo hacker Anonymous, avvertì che i dirigenti della chiesa sarebbero stati uno dei loro obiettivi se avessero fatto la loro minaccia di picchettaggio ai funerali.
Il 20 maggio 2013 la chiesa ha twittato lodando Dio per il tornado di Moore del 2013 e che avrebbero protestato ai funerali delle vittime.
Il 27 febbraio 2015 la chiesa ha annunciato l'intenzione di picchettare al funerale di Leonard Nimoy in quanto amico di George Takei e Zachary Quinto, dichiarati omosessuali, e William Shatner che loro ritengono odi Dio.

### Proteste contro le istituzioni ebraiche

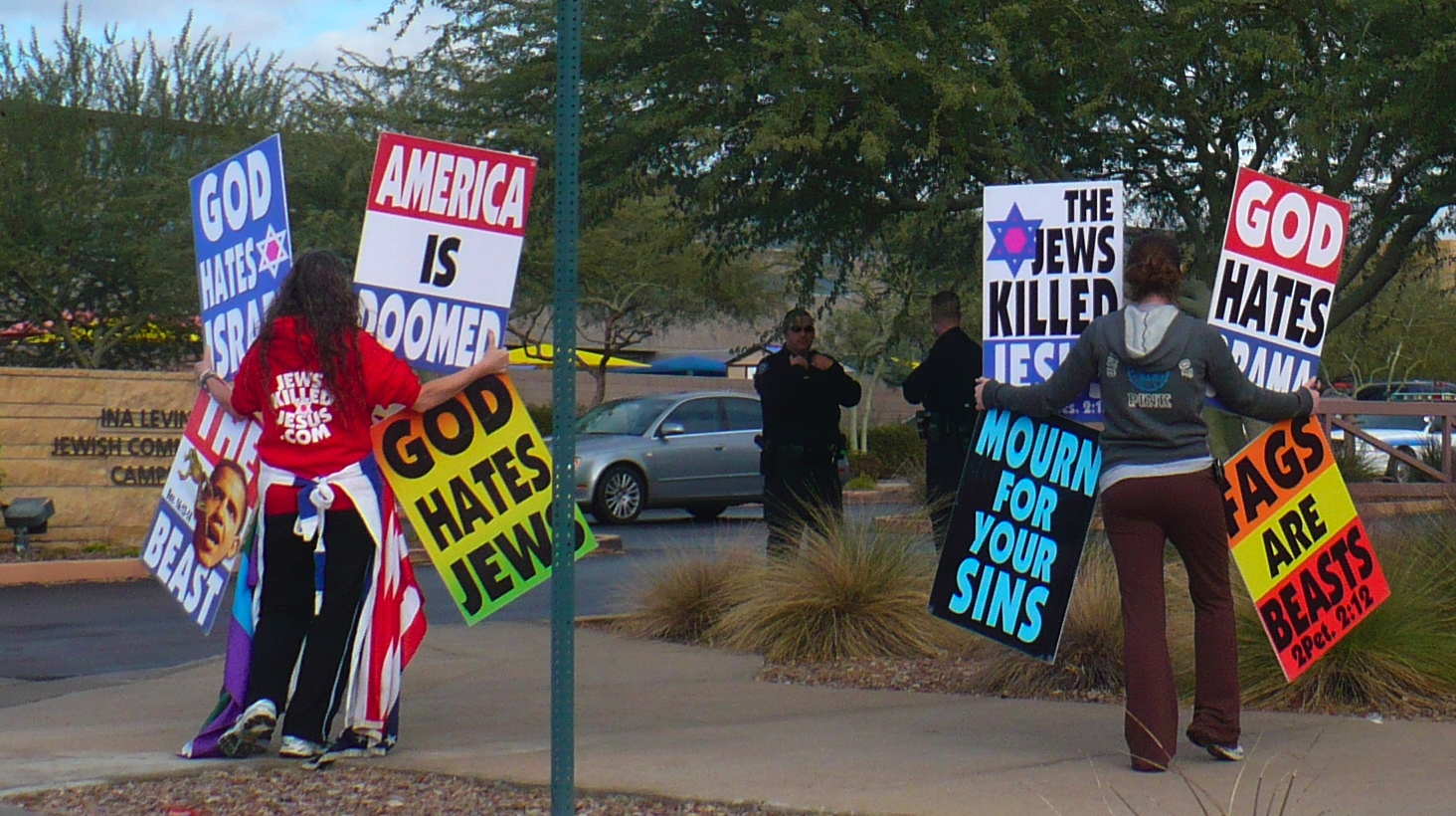
Una protesta contro gli ebrei, tenuta dalla Westboro Baptist Church.

Nel 1996 Phelps condusse una protesta all'United States Holocaust Memorial Museum a Washington, D.C., proclamando:
La WBC era presente ad un memoriale dedicato all'olocausto del 2002 a Topeka, proclamando "Dio Odia l'Ebraismo riformato" (Dall'inglese: "God Hates Reform Judaism").
L'8 maggio 2009, i membri della chiesa protestarono presso i tre siti ebraici a Washington, D.C., tra cui agli uffici dell'Anti-Defamation League (ADL), all'United States Holocaust Memorial Museum e presso la sinagoga più grande della città. Margie Phelps, figlia del pastore Fred Phelps, guidò la protesta, tenendo cartelli che affermavano che "Dio Odia Israele", "Gli Ebrei Hanno Ucciso Gesù", "L'America È Condannata", "Israele È Condannata", e "ADL Bulli Ebrei" (dall'inglese: "God Hates Israel", "Jews Killed Jesus", "America Is Doomed", "Israel Is Doomed", and "ADL Jew Bullies". La protesta è stata apparentemente parte di una serie di proteste imminenti che la chiesa aveva pianificato presso istituzioni ebraiche in Omaha (Nebraska), St. Louis (Missouri), Florida del Sud e Providence (Rhode Island). Il gruppo ha comunicato una lista di date e luoghi di imminenti proteste, insieme con la dichiarazione "Gli Ebrei Hanno Ucciso il Signore Gesù." (dall'inglese: "Jews Killed the Lord Jesus.")
In un'intervista, Margie Phelps disse che la sua chiesa era stata presa di mira dalla comunità di ebrei americani perché i membri della chiesa hanno "testimoniato" ai Gentili per 19 anni che l'"America è condannata" e che "Ora è troppo tardi. Abbiamo finito con loro." (dall'inglese: "Now it's too late. We're done with them."). Margie ha anche affermato che gli ebrei erano "una delle voci più potenti" a favore dell'omosessualità e dell'aborto, e che "[gli ebrei] rivendicano di essere il popolo scelto da Dio. Pensate che Dio strizzerà loro l'occhio per sempre?" (dall'inglese: "[Jews] claim to be God's chosen people. Do you think that God is going to wink at that forever?"). La figlia del pastore conclude affermando, con un apparente riferimento al Libro della Rivelazione, che tutte le nazioni del mondo avrebbero presto marciato verso Israele, ed essere sarebbero state guidate dal Presidente Barack Obama, che lei ha chiamato l'"Anticristo".

### Altre attività di proteste
Il 26 gennaio 2008, la WBC ha viaggiato verso Jacksonville, Carolina del Nord, casa di Camp Lejeune, per protestare l'United States Marine Corps sulla scia dell'omicidio di Maria Lauterbach. Cinque donne hanno protestato, bruciato la bandiera americana e urlato slogan come "1,2,3,4, Dio Odia il Corpo dei Marine" (in inglese: "1,2,3,4, God Hates the Marine Corps"). Un gruppo di oltre 40 contro-protestatori arrivarono ed uno di loro sputò in faccia a Shirley Phelps-Roper. Un'altra contro-protesta si tenne attraverso la città, che attirò oltre 150 contro-protestatori.
Il 14 maggio 2008, due giorni più tardi al mortale terremoto del Sichuan del 2008, la WBC emise un comunicato stampa ringraziando Dio per la pesante perdita di vita in Cina, e pregando "per molti altri terremoti per uccidere molte altre migliaia di imputenti e ingrati cinesi" (dall'inglese: "for many more earthquakes to kill many more thousands of impudent and ungrateful Chinese").
Il 29 maggio 2011, la WBC era intenzionata a protestare a Joplin, (Missouri), alla funzione memoriale per le vittime del tornado di Joplin, del 22 maggio 2011 che rase al suolo grandi porzioni di quella città. Queste intenzioni nel protestare alla funzione memoriale o al discorso tenuto sempre lì dal Presidente Obama, oppure ad entrambi gli eventi, vennero rifiutate all'ingresso del luogo da centinaia di residenti locali e regionali, tra cui un grande gruppo di motociclisti provenienti dal Patriot Guard Riders.
Il 30 maggio 2011, la WBC era presente al Memorial Day al Cimitero nazionale di Arlington (Arlington National Cemetery) come parte della propria campagna "Ringrazia Dio per i Soldati Morti" (in inglese: "Thank God for Dead Soldiers"). Una contro protesta, di cui presero parte i membri del Ku Klux Klan.
Harry Moseley, vittima di tumore al cervello ad 11 anni, raccolse £500,000 in beneficenza, ma Marge Phelps della Westboro Baptist Church criticò la sua famiglia per non avergli insegnato ad "obbedire Dio". Questo commento nel giro di poche ore della morte del ragazzo causò una grande angoscia per il lutto.
La WBC annunciò il suo intento nel protestare il 19 dicembre 2012, ai funerali delle vittime del massacro alla Sandy Hook Elementary School. Il gruppo di attivisti online Anonymous e molti altri gruppi risposero organizzando un muro umano per schermare le famiglie delle vittime. La WBC poi lasciò l'area senza intraprendere nessuna protesta.

### Mancata presentazione
La Chiesa ha emesso occasionalmente comunicati stampa minacciando di picchettaggio durante alcuni eventi sensibili, quali i funerali e i memoriali, sebbene senza seguito. Esempi includono i funerali di Joe Paterno, Roy Tisdale, Charlie e Braden Powell, Steve Jobs, Whitney Houston, e le vittime del collasso del ponte I-35W del fiume Mississippi. Margie Phelps poi affermò su Twitter di aver protestato al funerale della Houston e caricò una foto che mostrava i membri della WBC protestare all'evento. Tuttavia, The Star-Ledger riportò più tardi che nessun manifestante della WBC era presente, conducendo alle accuse di manipolazione fotografica.

## Opinioni della Chiesa

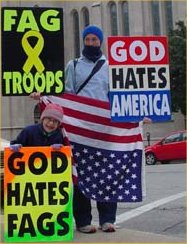
Un membro della WBC e un bambino che protestano l'omosessualità con cartelli omofobi alla Trinity Episcopal Church a Tulsa, (Oklahoma).

La Westboro Baptist Church considera l'appartenenza ai gruppi più religiosi, come la Chiesa cattolica o l'Islam, come affine all'adorazione del diavolo, e afferma queste altre chiese di essere "frodi sataniche che predicano bugie arminiane" (dall'inglese: "Satanic frauds preaching Arminian lies". Tutte le entità non-Cristiane, Chiese non-Protestanti Cristiane, e tutte le Chiese Cristiane Protestanti che non condannano fortemente l'omosessualità o che allineano le loro credenze e pratiche esattamente con quelle della WBC sono chiamate per inviare i propri membri all'Inferno.

### Scopo delle proteste e delle azioni della chiesa
Nel documentario della BBC The Most Hated Family in America, il filmmaker Louis Theroux chiese a Shirley Phelps-Roper se aveva considerato che la tecniche di proteste della Westboro erano più propensi a "mettere la gente fuori dal Mondo di Gesù Cristo e dalla Bibbia". In risposta, Phelps-Roper disse, "Tu pensi che il nostro lavoro è conquistare le anime per Cristo. Tutto quello che facciamo, andando davanti a loro mettendogli di fronte questi cartelli e queste parole semplici, è far uscire dalla loro bocca quello che è già nel loro cuore." (dall'inglese: "You think our job is to win souls to Christ. All we do, by getting in their face and putting these signs in front of them and these plain words, is make what's already in their heart come out of their mouth.") Successivamente nel documentario, Phelps-Roper concorda sul fatto che la chiesa spende annualmente $200,000 per volare ai funerali per protestare erano soldi spesi per diffondere "l'odio di Dio".

### Opinioni sull'omosessualità
La chiesa è nota per la sua retorica contro gli omosessuali (e per la sua omofobia) e possiede numerosi siti web come GodHatesFags.com, GodHatesAmerica.com, e altre espressioni che condannano l'omosessualità.
Il gruppo basa il suo lavoro sulla convinzione espressa dal suo più conosciuto slogan e indirizzo internet del principale suo website, "Dio Odia i Froci" (dall'inglese: God Hates Fags), asserendo che ogni tragedia nel mondo è connessa all'omosessualità — specificamente alla crescente tolleranza e accettazione dalla parte della società della così chiamata agenda omosessuale. Il gruppo sostiene che Dio odia quelli che si impegnano nelle attività omosessuali sopra ad ogni altro genere di "peccatori" e che l'omosessualità dovrebbe essere un crimine capitale.
Questa opinione sull'omosessualità è parzialmente basata sull'insegnamento trovato nel Vecchio Testamento, in particolare nel Levitico 18:22 e 20:13, in cui essi interpretano nel senso che il comportamento omosessuale è detestabile, e che gli omosessuali dovrebbero essere messi a morte.

### Opinioni sulle religioni

#### Cattolicesimo
La Westboro Baptist si riferisce ai preti cattolici come "vampiri" e "Dracula" e parla dei preti cattolici che succhiano fuori lo sperma dai genitali dei bambini maschi come i vampiri succhiano il sangue dalle loro vittime. In aggiunta, la WBC chiama Papa Benedetto XVI con epiteti come "Il padrino dei pedofili" e "papa Pervertito" (dall'inglese: "The Godfather of Pedophiles" e "Pervert Pope"). Nell'aprile 2008 la WBC protestò contro papa Benedetto XVI durante una visita papale a New York.

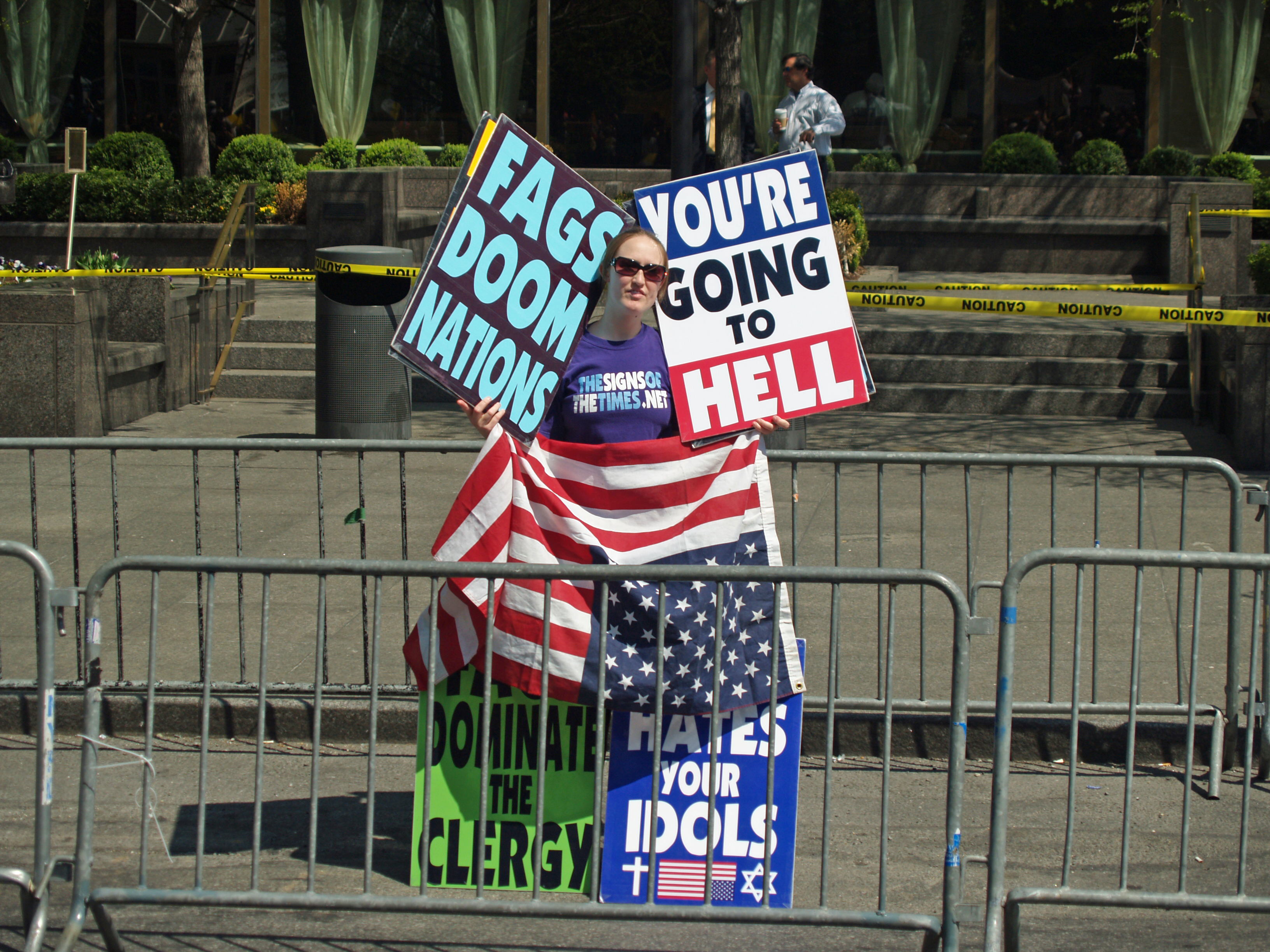
Un membro della WBC che protesta contro il Papa Benedetto XVI fuori dalle Nazioni Unite a New York City (2008).

 La WBC ha lanciato un sito web chiamato Priests Rape Boys (i preti stuprano i ragazzi) dove criticano la chiesa cattolica romana a causa dello scandalo riguardante i casi di pedofilia all'interno della Chiesa cattolica, dicendo che, "Ogni volta che qualcuno dà soldi alla chiesa cattolica, quella persona sta pagando il salario a stupratori pedofili." (in inglese: "Every time any person gives any amount of money to the Catholic Church, that person is paying the salary of pedophile rapists.")
La WBC descrive la chiesa cattolica romana come "il più grande, il meglio finanziato e organizzato gruppo di pedofili nella storia dell'uomo" (dall'inglese: "the largest, most well-funded and organized pedophile group in the history of man") e prosegue dicendo che, "Ci sono oltre 1 miliardo di cattolici nel mondo — che è una su ogni sei persone viventi oggi - ed ognuno di essi spalancherà l'Inferno nel loro momento di morte. E non c'è niente che essi possano fare." (dall'inglese: "There are over 1 billion Catholics in the world—that's one out of every six people alive today—and every single one of them will split Hell wide open when they die—period. And there is nothing they can do about it.". La WBC, inoltre, accusa la Chiesa Cattolica di commettere idolatria.

#### Protestantesimo
Sebbene lo scopo principale del sito web Priests Rape Boys sia quello di criticare il cattolicesimo, la WBC critica anche molte chiese protestanti a grandi linee sul proprio sito internet, tra cui il metodismo, il presbiterianesimo, il luteranesimo, l'anglicanesimo e il battismo. La WBC afferma che:

#### Chiesa Ortodossa
La WBC afferma che i cristiani ortodossi sono indistinguibili dai cattolici romani. La WBC critica l'uso della chiesa ortodossa delle icone, affermando che esse costituiscono idolatria. La WBC critica anche la venerazione della Vergine Maria, la Theotókos, dicendo che, "Non vi è nessun passo delle scritture che supporta l'inchino per baciare le immagini... o pregare a Maria! Lei era un essere umano, alla quale Dio le ha predestinato di portare avanti il Signore Gesù Cristo, e di crescerlo."

#### Islam
In risposta ad un articolo di Newsweek relativo a dei soldati americani che buttarono e scaricarono, delle copie del Corano, nel bagno di Camp X-Ray nel campo di prigionia di Guantánamo, Fred Phelps rilasciò questa dichiarazione:

In relazione alla guerra in Iraq, un volantino della WBC affermava: "L'America ha bombardato la nostra chiesa con un IED realizzato da studenti froci... Nella Sua furia per ritorsione Dio sta uccidendo gli americani con gli IED musulmani: 'Dicendo: Non toccate i miei unti, e non fate male ai miei profeti.' 1 Cronache 16:22."
Nel documentario del 2011, America's Most Hated Family in Crisis di Louis Theroux, Jael Phelps spiegò in un'intervista che lei e altri membri della WBC hanno pubblicamente e sarcasticamente bruciato una copia del Corano, mentre venivano rimproverati da un musulmano, chiamandolo un "idolatra pezzo di spazzatura" e che poi gli hanno dato il "giusto rispetto che si merita" facendo in questo modo. Poi fecero picchettaggio al funerale della moglie del musulmano, avvenuto la settimana successiva. Jael Phelps sostenne che la morte della moglie era in parte dovuta al marito musulmano che aveva parlato contro la WBC, e quindi rifiutando Dio e portando il Suo "giudizio giusto" su di lui. Jael commentò anche che: "tutti quei piccoli mussulmani arrabbiati possono solo chiudere la loro bocca."

#### Induismo
La WBC detiene una pagina web intitolata Dio odia l'India, dove affermano che "l'80% della popolazione dell'India rivendicano di praticare l'induismo. Bando alle ciance. Un paese pieno di idolatria inevitabilmente si traduce in una nazione piena di froci e sostenitori dei froci, perché questo è quello che accade quando ci si allontana dal Dio Vivente!"
La WBC poi esorta gli indù a convertirsi al cristianesimo, dicendo: "Se vuoi smettere di adorare falsi dei, di essere un frocio, questo non sarebbe una questione complessa. Smetti di andare a prostituirti ad altri dei e inizia a servire il Dio Vivente nella verità!"

#### Ebraismo
Nella sezione per gli ebrei, la FAQ della WBC sostiene:
Nel 1996, Phelps ha cominciato una campagna chiamata "Olocausto battista di Topeka", nella quale ha cercato di attirare l'attenzione sugli attacchi perpetrati contro i manifestanti della WBC, dicendo che (ndr. quei attacchi) non erano casuali ma attacchi organizzati orchestrati dagli ebrei e dagli omosessuali. Phelps annunciò, "Gli ebrei hanno ucciso Cristo", e "I nazisti ebrei froci sono peggiori dei nazisti ordinari. Essi hanno più esperienza. Il primo Olocausto è stato un olocausto ebraico contro i cristiani. L'ultimo olocausto è fatto dagli ebrei di Topeka contro la Westboro Baptist Church."
In un'altra dichiarazione, Phelps disse: "Gli ebrei di Topeka oggi suscitano i tiranni del Kansas nel perseguitare i battisti della Westboro. Essi si lamentano riguardo all'olocausto nazista, mentre loro perpetrano l'olocausto di Topeka.»
Il 25 marzo 2006, un volantino di Phelps riguardante un anniversario ebraico usa la frase "sanguinoso ebreo" quattro volte e la frase "male ebreo" più di una volta ogni 12 frasi. L'Anti-Defamation League ha criticato la chiesa e Phelps, e mantiene un campionario di volantini della WBC riguardanti l'ebraismo, sul proprio sito.
La WBC ha descritto l'olocausto come la punizione di Dio sugli ebrei.

### Opinioni su razza e nazionalità
Il fondatore Fred Phelps è un veterano della afro-american civil rights movement degli anni 1960. Come sostenuto sul loro sito web, la Chiesa disapprova il razzismo e l'uso della violenza fisica da parte dei gruppi neonazisti e dal Ku Klux Klan. Secondo alla FAQ del sito, "noi non crediamo nella violenza fisica in nessuna forma, e le Scritture non supportano il razzismo.
La Chiesa precedentemente ha condannato particolari nazioni, come l'Italia, che è descritta come una nazione di "pervertiti che allevano mafiosi" e l'Australia, che viene descritta come la "terra dei sodomiti dannati".

### Opinioni su Barack Obama e Papa Benedetto XVI
La Westboro Baptist Church crede che Barack Obama sia l'Anticristo e che lui formi una diabolica trinità con Satana e Papa Benedetto XVI, che credono che sia il falso profeta.
Margie Phelps, figlia del pastore Fred Phelps e procuratore per la WBC, disse in un'intervista con Fox News che Obama andrà "assolutamente" all'Inferno e che lui è "molto probabilmente la Bestia di cui si parla nell'Apocalisse". Margie disse anche che la presidenza di Obama è un segno dell'Apocalisse.